# Televisió digital terrestre

Difusió de la Televisió Digital Terrestre en el món.

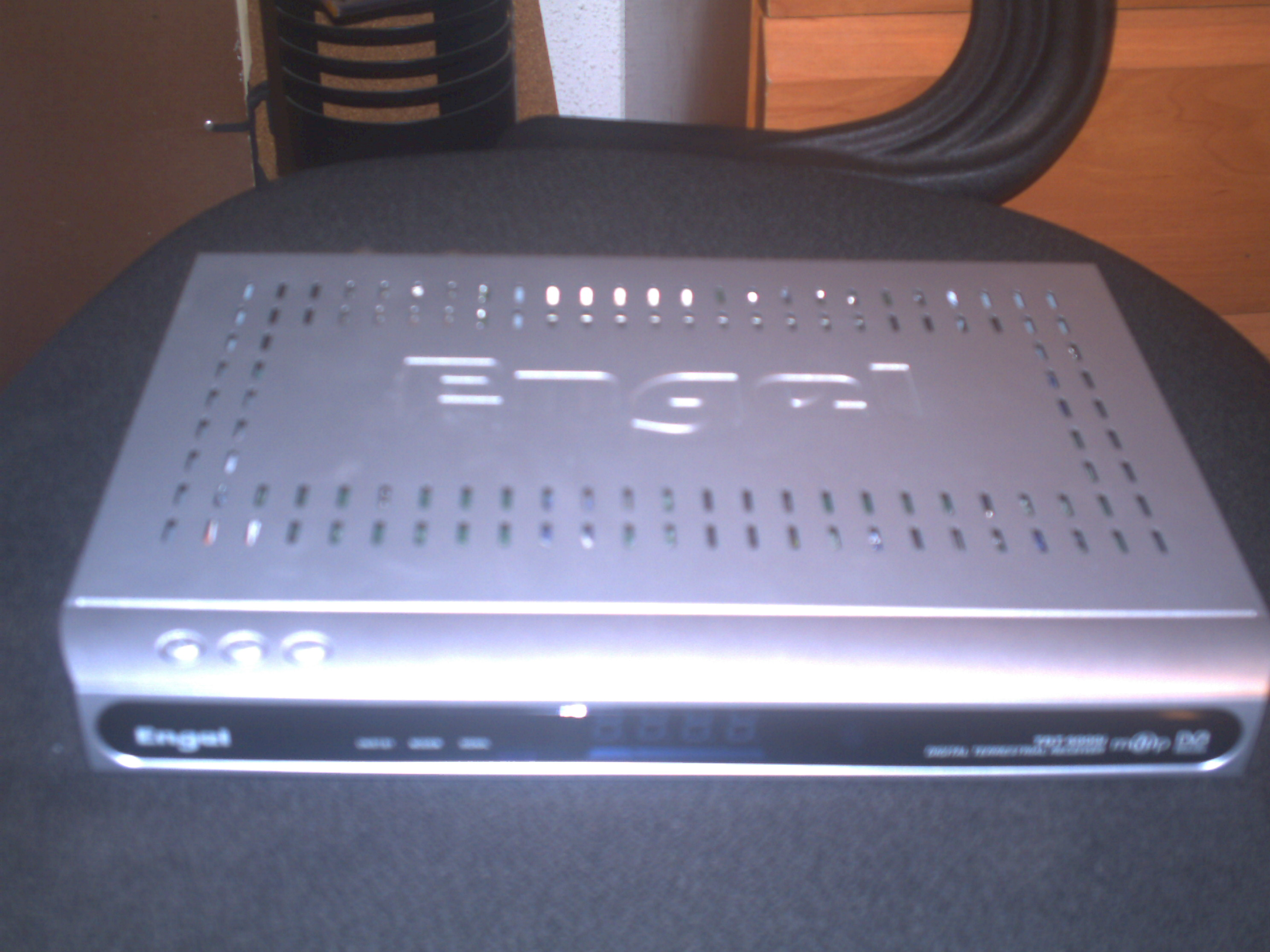
Receptor de la televisió digital terrestre

La televisió digital terrestre, o el seu acrònim TDT, és una tecnologia digital que forneix un nombre de cadenes de televisió (SDTV) més elevat o una millor qualitat d'imatge o totes dues coses alhora (EDTV, HDTV) i so (AC3, Dolby Digital) mitjançant ones de ràdio convencionals en comptes de transmissions per satèl·lit o cable. L'estandard tècnic és la DVB-T a Europa, la ATSC a Amèrica del Nord i la ISDB-T al Japó. A la resta del món les normes encara es van definint. La TDT és el sol sistema que s'emet a Espanya per a mirar la televisió del 3 d'abril del 2010 ençà.

## Transmissió
La TDT es transmet per radiofreqüència, de forma similar a la televisió analògica amb la diferència que en la transmissió digital es fan servir transmissors múltiplexes que permeten la transmissió de múltiples canals en un mateix rang de freqüències (com un canal UHF o VHF). La quantitat de dades que es poden transmetre, i per tant, el nombre de canals, depèn directament del mètode de modulació del canal. Les dades es comprimeixen normalment en format MPEG-2.

## Recepció
La TDT es rep mitjançant un descodificador (integrat o no al televisor) que descodifica el senyal rebut. Tanmateix, i a causa de les interferències produïdes per la transmissió per radiofreqüència, és possible que cal una actualització a l'antena de TV. També hi ha descodificadors per a l'ordinador, normalment de la mida d'un llapis de memòria USB. De vegades inclou una antena, habitualment plegable, per al portàtil.
El senyal d'emissió (en anglès broadcast flag) és un conjunt de bits d'estat (o un «senyal») enviats al flux de dades d'un programa de televisió digital que indica si hi ha restriccions en el contingut gravat. Entre les possibles restriccions s'inclouen la impossibilitat de guardar un programa digital sense xifrar en un disc dur o en un altre aparell d'emmagatzematge no volàtil, la impossibilitat de fer còpies secundàries del contingut gravat (com, per exemple, reduir els vídeos d'alta definició a la resolució dels televisors estàndards) i la incapacitat de saltar els anuncis. Es tracta d'un sistema desenvolupat per la Federal Communication Commission (FCC) amb un grup d'empreses conegudes com a 5C (Intel, Toshiba, Hitachi, Sony i Panasonic) per a poder mantenir un control sobre la informació televisiva. Als Estats Units, se suposava que els nous receptors de televisió que utilitzaven l'estàndard ATSC incorporarien aquesta funcionalitat l'1 de juliol de 2005. El requisit es va disputar amb èxit el 2005 i es va rescindir el 2011.

## La TDT a Espanya
L'any 2000 va entrar en funcionament la primera plataforma comercial de TDT a Espanya, Quiero TV, que va tenir problemes no va assolir la rendibilitat econòmica esperada pels seus inversors, i que definitivament cessa les emissions el 30 de juny de 2002.
El panorama de la TDT a Espanya a començament de l'any 2006 inclou les emissions en simulcast (emissió simultània de la mateixa programació que el canal analògic) de totes les cadenes d'àmbit estatal (La Primera, La 2, Antena 3, Telecinco, Cuatro) i laSexta, si bé amb els avantatges en qualitat de la tecnologia digital. També hi ha emissions de cadenes autonòmiques de televisió en les comunitats on l'operador públic així ho ha decidit, també amb continguts simulcast.
A més hi ha dues emissores purament digitals d'àmbit estatal, després de les concessions atorgades pel govern després de concurs públic l'any 2002, Net TV i Veo TV, que a causa de l'escassa cobertura del senyal i, sobretot, a l'ínfim parc instal·lat de receptors compatibles DVB-T, no emeten continguts propis per resultar econòmicament inviable davant d'una audiència potencial de l'ordre de desenes de milers d'espectadors. En certes comunitats autònomes l'operador públic emet, a més del canal autonòmic analògic en simulcast, una o més emissores únicament digitals, encara que de continguts molt limitats pels motius econòmics exposats. Des del 30 de novembre, a més, només emeten programació en horari reduït (de 7 de la tarda a les 12 de la nit).
El 13 d'agost el govern d'Espanya va aprovar la TDT de pagament, a través d'un Reial decret llei, aprovat al consell de ministres extraordinari d'agost. Addicionalment, cada operador analògic disposa de dos canals extra, tret de TVE, que en té tres.
Gairebé tots els canals disposen de guia electrònica de programació (EPG). Alguns, a més tenen serveis interactius multimedia home platform (MHP). Aquest és el cas de TV3, que a més ha començat a emetre en el format 16:9 alguns programes, com les curses de Fórmula 1.

### Pla Tècnic Nacional de Televisió Digital Terrestre
Al consell de ministres del 29 de juliol de 2005 el govern d'Espanya va aprovar el text del nou Pla Tècnic Nacional de la Televisió Digital Terrestre.
El nou pla conté mesures com ara l'avenç de l'apagada analògica des de l'any 2012 al 3 d'abril de 2010 (moment a partir del qual totes les emissions de TV terrestres han de ser digitals), i l'augment en el nombre d'emissores de TDT durant el període transitori que porti des del moment present fins a l'apagada analògica. Això es va fer reutilitzant les freqüències lliures després de la fallida de Quiero TV, i reorganitzant les actualment disponibles. Segons els casos això podrà permetre la presència d'un segon múltiplex digital d'àmbit autonòmic, i la d'emissions de tipus DVB-H orientades a la recepció en dispositius mòbils.
Durant el període transitori fins a l'apagada analògica l'operador públic va rebre un múltiplex complet, així com un canal digital en l'altre. Cadascuna de les emissores privades d'àmbit estatal mantindran el canal digital actual, igual com Net TV i Veo TV. En ambdós casos podran optar a la concessió de nous canals si compleixen els requisits que s'estableixen en el nou pla i les propostes són acceptades.
Després de l'apagada analògica l'operador públic RTVE té dos múltiplex complets, i cada una de les emissores privades un múltiplex complet, mentre que cada comunitat autònoma tindrà la possibilitat de gestionar dos múltiplex complets en el seu àmbit geogràfic.
Altres fets destacats que conté el pla són els següents:
- L'obligació d'emetre un mínim de quatre canals per cada múltiplex, llevat que el múltiplex l'exploti íntegrament un mateix operador, en el cas del qual podrà emetre el número que desitgi sempre que la qualitat d'imatge i so compleixi els requisits, la qual cosa permetria l'emissió de televisió d'alta definició (HDTV).
- La limitació al 20% de la capacitat màxima del múltiplex de l'ocupació del mateix en transmissió de continguts diferents a la mateixa TV, com poden ser aplicacions interactives, dades o actualitzacions de programari per als receptors.
- Per als nous canals digitals que es puguin sol·licitar per part dels actuals operadors, el compromís de divulgar la TDT entre les seves audiències, emetre continguts nous diferents als emesos en analògic, emissió de continguts en diversos idiomes i amb subtítols, el desenvolupament de serveis interactius, etc.
- Obligació d'augmentar la cobertura territorial i de població assolida pels senyals de TDT per a tots els operadors, tant públics com privats, fins a assolir el 80% de la població en finalitzar l'any 2005, el 90% de la població en finalitzar-ne 2008, i el 95% de la població (el 98% en el cas de RTVE) en el moment de dur a terme l'apagada analògica.

## Experiència TDT a Europa
En general, el TDT és superior a les tècniques de transmissió analògica en termes de qualitat de recepció i de la imatge amb transmissors de baixa potència i antenes de baixa eficiència. Actualment en situacions estables, els múltiplex es reben i es veu millor fins i tot un 16 QAM
 que l'analògica de la qual la recepció roman deficient en certs llocs.
Els el centre transmissors de TDT en l'actualitat necessita unes prestacions prop de vint vegades més petits que la dels transmissors analògics, en general un ERP de 10 kW per als països plans (Països Baixos), de 20 kW al país muntanyosos i de 50 kW fins a 100 kW per a grans àrees amb baixa densitat de població en terrenys accidentats, com per exemple, a l'est d'Alemanya.
Aquesta degradació és més grossa quan les imatges canvien ràpidament, per exemple, programes esportius, o quan la imatge és complexa. Per tant, la UER 720p50
 no permet les emissions d'imatges dinàmiques. Cal no confondre la robustesa de la transmissió digital (la informació digital no es degrada en la cadena de transmissió) amb la seva qualitat, que pot ser molt inferior que la de la transmissió analògica.
Això és especialment cert per a les xarxes de R4 i R6 de Nord-Pas-de-Calais, on s'ha ajustat l'interval de guarda —Bouvigny 0μsec i Mont des Gats 23μsec (1/32)—, fet que provoca la inestabilitat de recepció depenet del senyal existent més enllà de 50 quilòmetres per interferències SFN.
Això és veritat en particular per al múltiplex de RTBF (Bèlgica), amb tota seguretat per raó de l'interval de guarda triat de 224 μsec (1/4), és a dir el 25% de la duració d'un bloc de dades i el nombre de portadores disponibles en 16-QAM.
Això permet una recepció del senyal òptima amb una xarxa de repetidors locals ben desenvolupada, mitjançant una vareta d'antena interna de 13 cm, a les zones urbanes (amb barreres d'edificis i dificultats del terreny). Totes les recepcions a  distàncies més llargues depenen d'una antena externa directiva o recepció per satèl·lit (10% del territori nacional).

## TDT de pagament
Per poder veure els continguts cal que els aparells incorporin un mòdul d'accés condicionat (CAM) per al desxifratge del senyal. Alguns aparells incorporen un encaix de tipus PC Card amb les sigles CI de Common Interface, en aquest cas només caldrà un "Adaptador CAM"

## TDT o Televisió analògica
La televisió analògica és el sistema tradicional de televisió que utilitza ones radioelèctriques per a transmetre imatges i sons.
Pel contrari, la Televisió Digital Terrestre (TDT) és l'evolució digital de la televisió convencional. Per a gaudir-la serveix la tradicional antena col·lectiva de les cases, a la que s'adapta un decodificador.
La cobertura universal per a tota la població està assegurada, ja que la TDT s'ha definit com un servei públic essencial.

## Avantatges de la televisió digital
El sistema de transmissió digital permet aplicar processos de compressió de la senyal i eliminació d'errors. Això permet de veure més canals de televisió, gaudir d'una millor qualitat d'imatge i so i disposar de serveis interactius.

### Més canals de televisió
Optimitza l'ús de l'espectre radioelèctric, el que suposa multiplicar l'oferta. L'amplada de banda que necessita la Televisió Digital és molt més gran que la de la senyal analògica. Com a dada, en l'espai que ocupa un canal analògic, es poden allotjar quatre canals digitals, per tant, augmenta l'oferta.

### Millor imatge i so
La senyal digital de televisió, per la seva naturalesa numèrica, elimina els sorolls, les interferències i les pèrdues de senyal ipermet oferir continguts audiovisuals en el format panoràmic 16/9. La TDT permet triar lallengua dels subtítols d'un programa, i entre bandes de so en diversos llengües. Té més flexibilitat i accepta emissions en alta definició (HD) o fins i tot ultra alta definició (UHD).

### Més serveis interactius
El fer d'aprofitar l'amplada de banda de la senyal, queda espai per al trànsit de missatges en sentit oposat, és a dir, des del receptor a l'emissor de la senyal.
La interactivitat, a través de canals de retorn, permet una oferta multimèdia i l'accés a serveis amb valor afegit: televisió a la carta, vídeo sota demanda, guíes electròniques de programes, teletext avançat, subtitulació multilingüe, connexió a Internet, etc.

## Andorra
Digital Televisió Terrestre és l'únic servei de difusió televisual al Principat d'Andorra. Va substituir la televisió analògica el 25 de setembre de 2007 a les 11 hores convertint-se en el tercer país al món en fer l'apagada analògica. Oferta l'únic canal Andorrà Andorra Televisió i una selecció de canals catalans.
| Canals andorrans: - Andorra Televisió Canals catalans: - TV3 - El 33 - Super 3 - 3/24 - Esport3 - 8tv - Pirineus TV | Canals espanyols: - La 1 - La 2 - Antena 3 - Cuatro - Telecinco - LaSexta - Teledeporte Canals portuguesos: - RTP Internacional - TVI Internacional | Canals francesos: - TF1 - France 2 - France 3 - M6 - NRJ 12 - Arte - D8 - TV5 Monde Canals europeus: - BBC World News - Euronews Canals americans: - CNN |